# تپه آق زیارت
تپه آق زیارت مربوط به هزاره اول قبل از میلاد - سده‌های ۶ تا ۸ ه.ق است و در شهرستان سلماس، بخش مرکزی، دهستان کنار بروژ، شرق روستای آق زیارت واقع شده و این اثر در تاریخ ۷ اسفند ۱۳۸۵ با شمارهٔ ثبت ۱۷۶۳۹ به‌عنوان یکی از آثار ملی ایران به ثبت رسیده است.